# 박재석 (프로게이머)
박재석(1985년 2월 28일 ~ )은 대한민국의 프로게임단 코치 및 감독이다.

## 경력
- 2002년 스타크래프트 아마추어 fOu 팀 감독을 시작
- 각종 아마추어 대회 우승, 대회를 개최,포유포럼 작성 등 다방면으로 활동함
- 2007년 STX Soul 코치로 e-스포츠관련 일을 하기 시작
- 2007년 STX SouL 수습코치부터 2011년 수석코치를 역임
- 각종 팀리그,컵 대회 우승 및 개인리그 대회 우승
- 2012년 군대에 입대하여 2014년 전역한 후 롤 아마추어팀 CTU에 코치로 활동
- 각종 아마추어 리그 우승
- 2015년 중국 게임단 OMG 감독으로 임명
- 포스트 시즌 진출, 컵대회 준우승
- 2016년 한국 게임단 SBENU 팀 감독으로 임명
- 강등전을 통한 팀 강등
- 2016년 팀명 SBENU KOREA 팀 감독으로 계속해서 활동
- 2016년 10월 SBENU KOREA팀 해체
- 2016년 12월 북미 NA TEAM DIGNITAS 감독으로 임명